# Phat Crispy

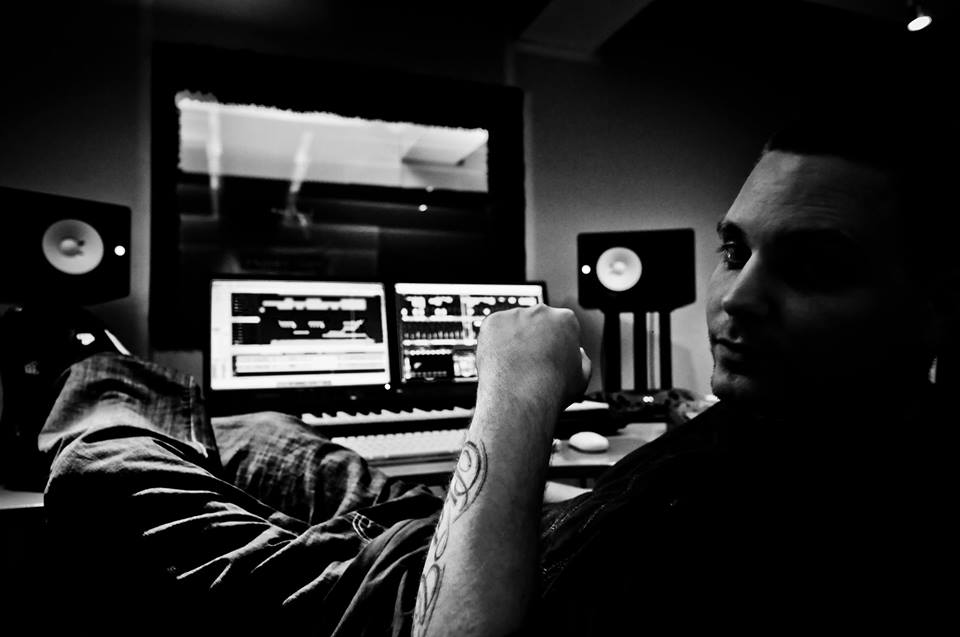
Phat Crispy (2013)

Phat Crispy (* 27. Februar 1981 in Trier; bürgerlich: Christian Demay) ist ein deutscher Musikproduzent.

## Karriere
Im Jahre 2004 gründete er seine eigene Produktionsfirma Phat Crispy Productions (PCP). Es folgten Produktionen für diverse nationale und internationale Künstler wie beispielsweise Booba, Eko Fresh, Bushido, Ceza, Farid Bang, Sentino, Bass Sultan Hengzt, Massiv und Summer Cem. Seit 2011 steht er beim Musikverlag Sony/ATV Music Publishing unter Vertrag. 2018 haben Phat Crispy und Sony/ATV Music Publishing Germany eine gemeinsame Verlagsedition unter dem Namen „UNEEK MUSIC“ gegründet.

## Auszeichnungen
- Goldene Schallplatte 2012 für das Album AMYF von Bushido
- Goldene Schallplatte 2015 für das Album Killa von Farid Bang[1]

## Diskografie

### Produktionen
- 2006: Ceza – Yerli Plaka LP (3 Songs) | EMI
- 2006: Rohdiamanten – All You Can Eat LP (1 Song) | INDIE
- 2007: K-Nel – Voice of Kenya LP (1 Song) | INDIE
- 2010: Eko Fresh – Königin der Nacht/Arschloch (Doppel-Single) | SONY
- 2010: Eko Fresh – Was kostet die Welt? LP (14 Songs) | SONY | #36
- 2010: Eko Fresh – Freezy Bumaye 2.0 – Es war alles meine Idee LP (3 Songs) | SONY
- 2010: Summer Cem – Feierabend LP (1 Song) | SONY | #85
- 2011: Sinan-G – Schutzgeld LP (1 Song) | INDIE
- 2011: Toni der Assi – Ghetto 3D LP (1 Song) | INDIE
- 2011: Eko Fresh – Ekrem LP (9 Songs) | SONY | #5
- 2011: Booba – Autopsie 4 LP (1 Song) | UNIVERSAL
- 2012: Eko Fresh feat. Bushido – Diese Zwei (Single) | SONY | #35
- 2012: Eko Fresh – Ek to the Roots LP (16 Songs) | SONY | #3
- 2012: Bushido – AMYF LP (1 Song) | SONY | #1
- 2013: Sinan-G – Ob Du willst oder nicht LP (4 Songs) | SONY
- 2013: Massiv – Blut Gegen Blut 3 LP (2 Songs) | #4
- 2013: Eko Fresh – Eksodus LP (18 Songs) | SONY | #1
- 2014: Farid Bang – Killa LP (1 Song) | BANGER MUSIK | #1
- 2014: Eko Fresh – 1000 Bars EP Juice Exclusive (10 Songs)
- 2014: Silla – Audio Anabolika LP (2 Songs) | Maskulin Music Group
- 2014: Eko Fresh – Deutscher Traum LP (13 Songs) | Punchline
- 2014: Eko Fresh feat. Brings – Es brennt (Single) | Punchline
- 2015: Ado Kojo – Reise X LP (1 Song) | Voyz
- 2015: Ali Bumaye – Fette Unterhaltung LP (2 Songs) | Ersguterjunge
- 2015: Majoe – Breiter als 2 Türsteher LP (1 Song) | Banger Musik
- 2016: Vega & Bosca – Alte Liebe rostet nicht LP (2 Songs) | Freunde von Niemand
- 2016: Sinan-G – Free Sinan-G LP (2 Songs) | Major Movez
- 2016: Eko Fresh – Hartz 7 (700 Bars) | Punchline
- 2016: Timeless – Antiheld LP (2 Songs) | Freunde von Niemand
- 2016: Farid Bang – Blut LP (1 Song) | Banger Musik
- 2016: Eko Fresh – Freezy (5 Songs) | grooveattack
- 2016: Massiv – Raubtier LP (1 Song)
- 2016: Tatwaffe – Sternenklar LP (1 Song) | Versunkene Fabrik Music
- 2016: Ferris MC – Phönix aus dem Aschenbecher EP (5 Songs) | Caroline Records
- 2017: Pietro Lombardi – Mein Herz (Single)
- 2017: King Eazy – Kingvasion LP (1 Song) | Punchline
- 2017: Ferris MC – Asilant LP (14 Songs) | Caroline Records
- 2017: Akkurat – Filmriss LP (1 Song) | Distri
- 2017: Sentino – Sentinos Way 3 – Sohn des Paten LP (10 Songs) | GMLL
- 2017: Sylabil Spill – Der letzte weiße König LP (1 Song) | Kopfticker Records
- 2017: Veysel feat. Gringo & Massiv – 4 Blocks (Single)
- 2017: Eko Fresh – Ek to the Roots 2 EP (3 Songs) | German Dream Empire
- 2017: Eko Fresh – Ekaveli 2 EP (5 Songs) | German Dream Empire
- 2017: Eko Fresh – König Von Deutschland LP (8 Songs) | German Dream Empire
- 2017: Bass Sultan Hengzt – Gib mir Voddi (Single)
- 2018: Fratelli-B – Per du LP (2 Songs)
- 2018: Maraduna53 – Sumi Gang (Single)
- 2018: Eko Fresh – Legende (Best OF) LP (5 Songs)
- 2018: NU – Zwiegespalten EP (1 Song)
- 2018: SAMY – Mann im Haus LP (1 Song)
- 2019: Akkurat – Nimah LP (1 Song)
- 2019: Drenchill – Allumé Allumé (feat. Jano) (Single)
- 2019: Pete Boateng feat. Marteria & Megaloh – Nur ein Traum (Single)
- 2019: Cashmo feat. Eko Fresh – Nxt Girl to Mami (Single)
- 2019: Fousy – Nachts um 4 (Single)
- 2019: Jano – Bandit (Single)
- 2020: Eko Fresh – 1989 (Single)
- 2020: Jano – Nicht wie sie (Single)
- 2020: Eko Fresh – 2020 Bars (The Goat) (Single)
- 2020: Kilomatik & Massiv – RATATATA (Single)
- 2020: Seyed & Kollegah – MP5 II (Single)
- 2020: Seyed – Thank God (Single)
- 2020: Seyed – Dilemma (Single)
- 2020: Eko Fresh – Stärker als Gewalt (Single)
- 2020: Jano – Wolf (Single)
- 2021: Eko Fresh – Abi LP (2 Songs)
- 2021: Kollegah – Zuhältertape 5 LP (2 Songs)
- 2021: Kollegah feat. Jano – Alleine (Single)
- 2022: Seyed – Lone Wolf 112 (Single)
- 2022: Seyed feat. Kollegah – Memento Mori (Single)
- 2022: Seyed feat. Juri – Saphirglas (Single)
- 2022: Seyed feat. The Game – Black Maybach (Single)
- 2022: Seyed – Lone Wolf (Album)
- 2022: Silla & Eko Fresh – Gangshit (Single)
- 2023: Big N & Eko Fresh – Let’s Gov (Single)
- 2023: Junior Carl – Beam mich up (Single)
- 2023: Chirok471 – Echter Scheiss LP (15 Songs)
- 2023: Silla & Kollegah – Air Max (Single)
- 2023: Eko Fresh feat. Silla & G-Style – Gheddo (Tempelhof Remix) (Single)
- 2024: Ferris MC – Nashorn (Single)
- 2024: Ferris MC – Einklang (Single)
- 2024: Ferris MC – Traum (Single)
- 2024: Ferris MC – Mortal Comeback LP (7 Songs)
- 2024: Silla – Silla Instinkt 3 LP (3 Songs)
- 2024: Chirok471 – Guter Tag (Single)

### Filmmusik
- 2015: 3 Türken und ein Baby
- 2015: Blacktape (Dokumentarfilm) ‧
- 2017: 4 Blocks (Fernsehserie, 6 Folgen)
- 2018: Blockbustaz Staffel 2 (Fernsehserie, 12 Folgen)
- 2018: Verpiss Dich, Schneewittchen
- 2018: 4 Blocks Staffel 2 (Fernsehserie, 7 Folgen)
- 2019: 4 Blocks Staffel 3 (Fernsehserie, 6 Folgen)
- 2020: Hashtag (Horrorfilm)